# Bolyeridae
Bolyeridae é uma família de répteis escamados da subordem Serpentes. O grupo contém apenas duas espécies, nativas da Ilha Round ao largo das Ilhas Maurícias.

## Espécies
- Casarea dussumieri
- Jibóia-da-ilha-round (Bolyeria multocarinata) - avistada pela última vez em 1975, possivelmente extinta.